# Ravnište (Kučevo)
Pour les articles homonymes, voir Ravnište.
Ravnište (en serbe cyrillique : Равниште) est un village de Serbie situé dans la municipalité de Kučevo, district de Braničevo. Au recensement de 2011, il comptait 121 habitants.
Ravnište est également connu sous le nom de Ramnište.

## Démographie
| 1948 | 1953 | 1961 | 1971 | 1981 | 1991 | 2002 | 2011 |
| ---- | ---- | ---- | ---- | ---- | ---- | ---- | ---- |
| 329  | 363  | 324  | 286  | 275  | 260  | 131  | 121  |

|  |